# Doubrovitsy
Doubrovitsy (Дубровицы) est une ancienne demeure seigneuriale des princes Galitzine située en Russie, près de Moscou, dans le village du même nom sur la rive droite de la rivière Pakhra et de la rivière Desna, dans le raïon de Podolsk. Actuellement, la demeure abrite un restaurant (du nom de Trapeznaïa) et le bureau des mariages du secteur.

## Historique de l'Église de l'Incarnation de Doubrovitsy

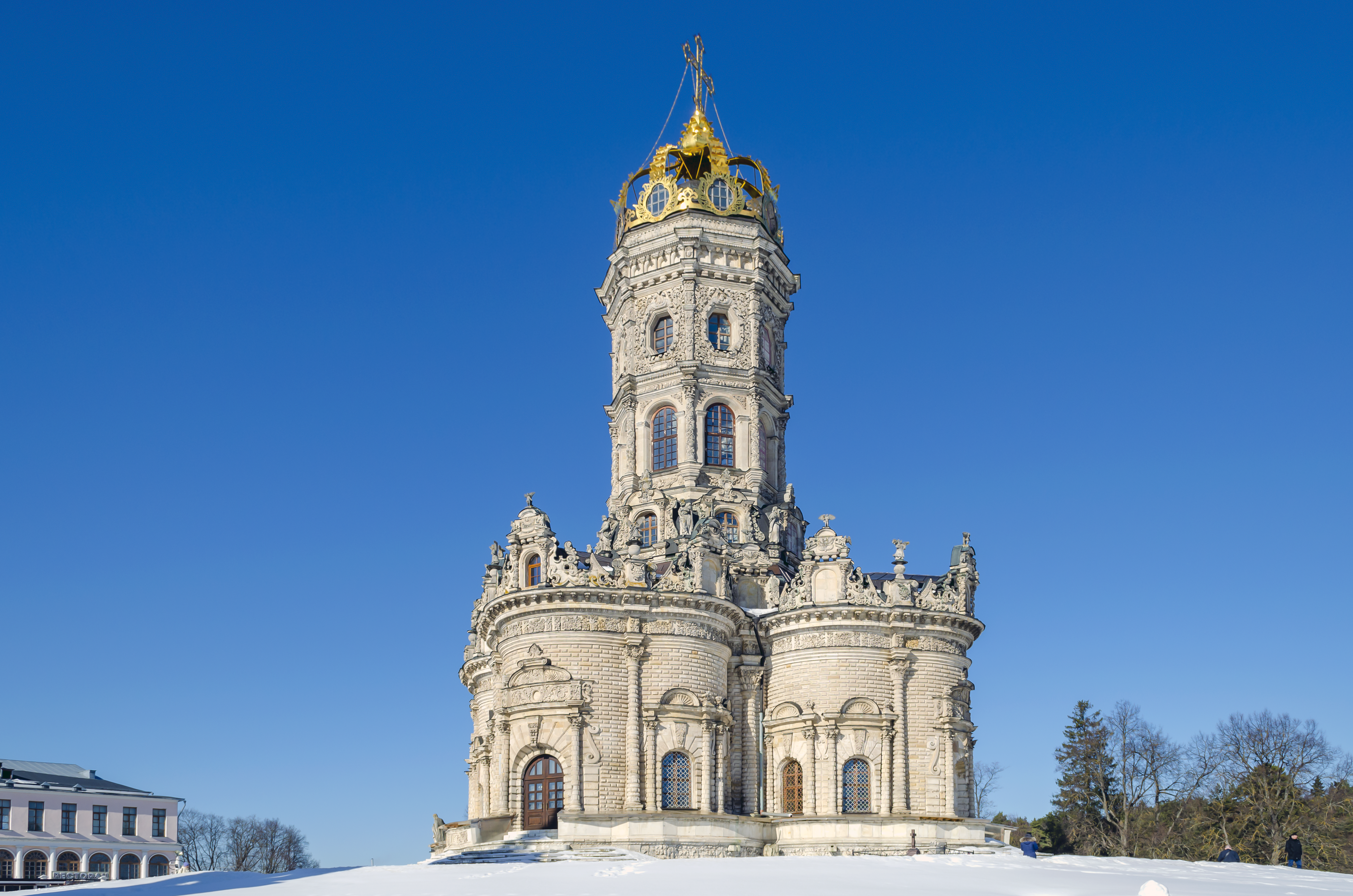
Église de l'Incarnation de Doubrovitsy

La première mention écrite du village de Doubrovitsy remonte à 1627. Le seigneur d'alors qui possédait ces terres était le boyard Ivan Vassilievitch Morozov. Après sa mort, les terres reviennent à sa fille Xénia, épouse du prince Ivan Galitzine. En 1688, le prince Boris Galitzine (1651-1714) - ancien gouverneur de Pierre le Grand - en hérite. Il fait construire l'église du domaine et appelle pour cela des architectes d'Europe. Elle est faite de pierre locale (pierre de Podolsk). L'empereur Pierre le Grand se rend à la bénédiction de la première pierre en juillet 1690, puis plusieurs fois en personne sur le chantier. Elle est prête en 1697.
Cependant le patriarche de Moscou, Adrien, refuse de la consacrer, car il la trouve trop ressemblante à une église catholique. Elle est finalement consacrée en 1704 en présence de Pierre le Grand et dédiée à Notre Dame du Signe.

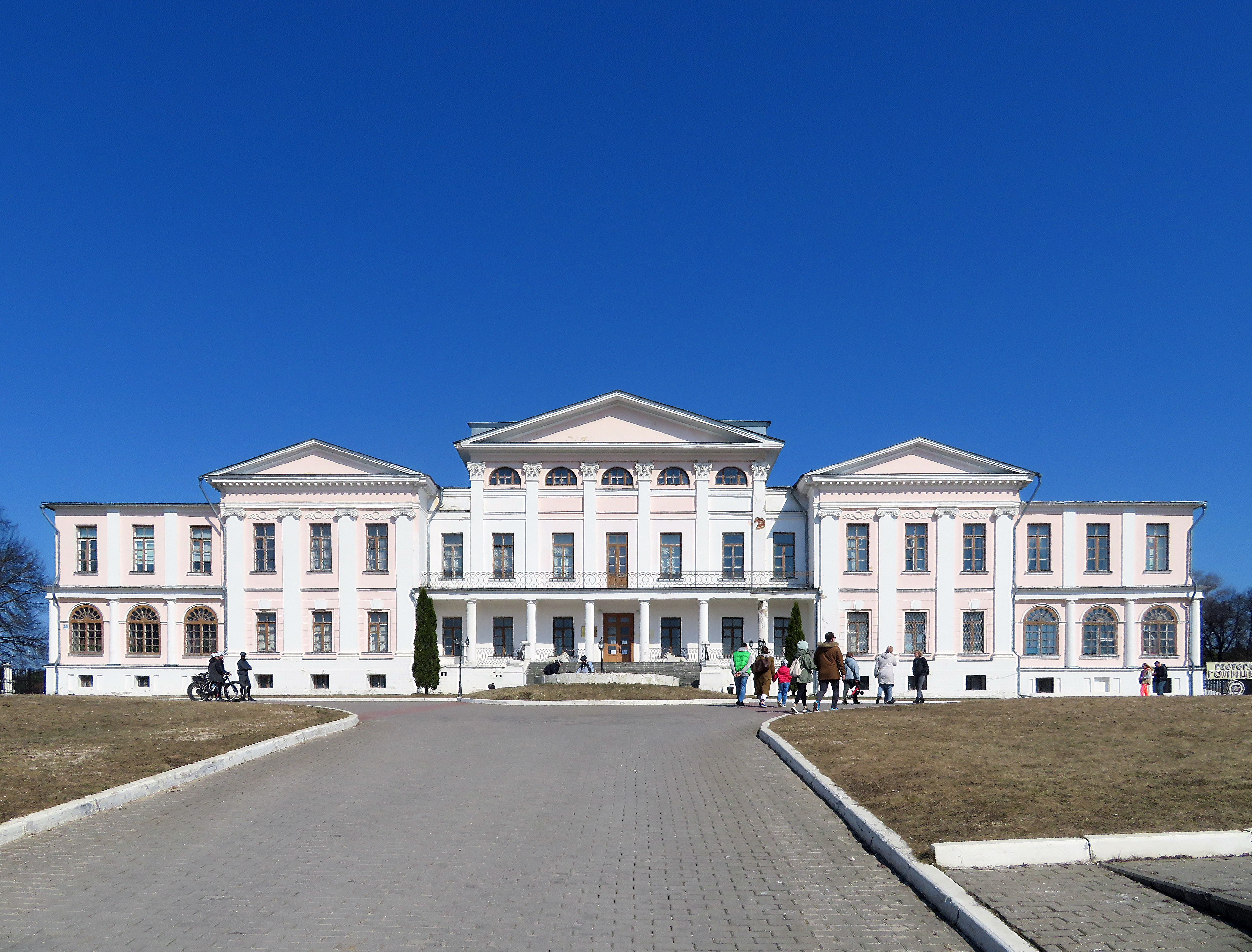
Vue de la façade

En 1899, l'ameublement de l'ancien palais Galitzine de Rome est emménagé à Doubrovitsy. À l'époque soviétique, le château est vide. Ce n'est qu'au début du XXIe siècle qu'il est restauré,.

## références

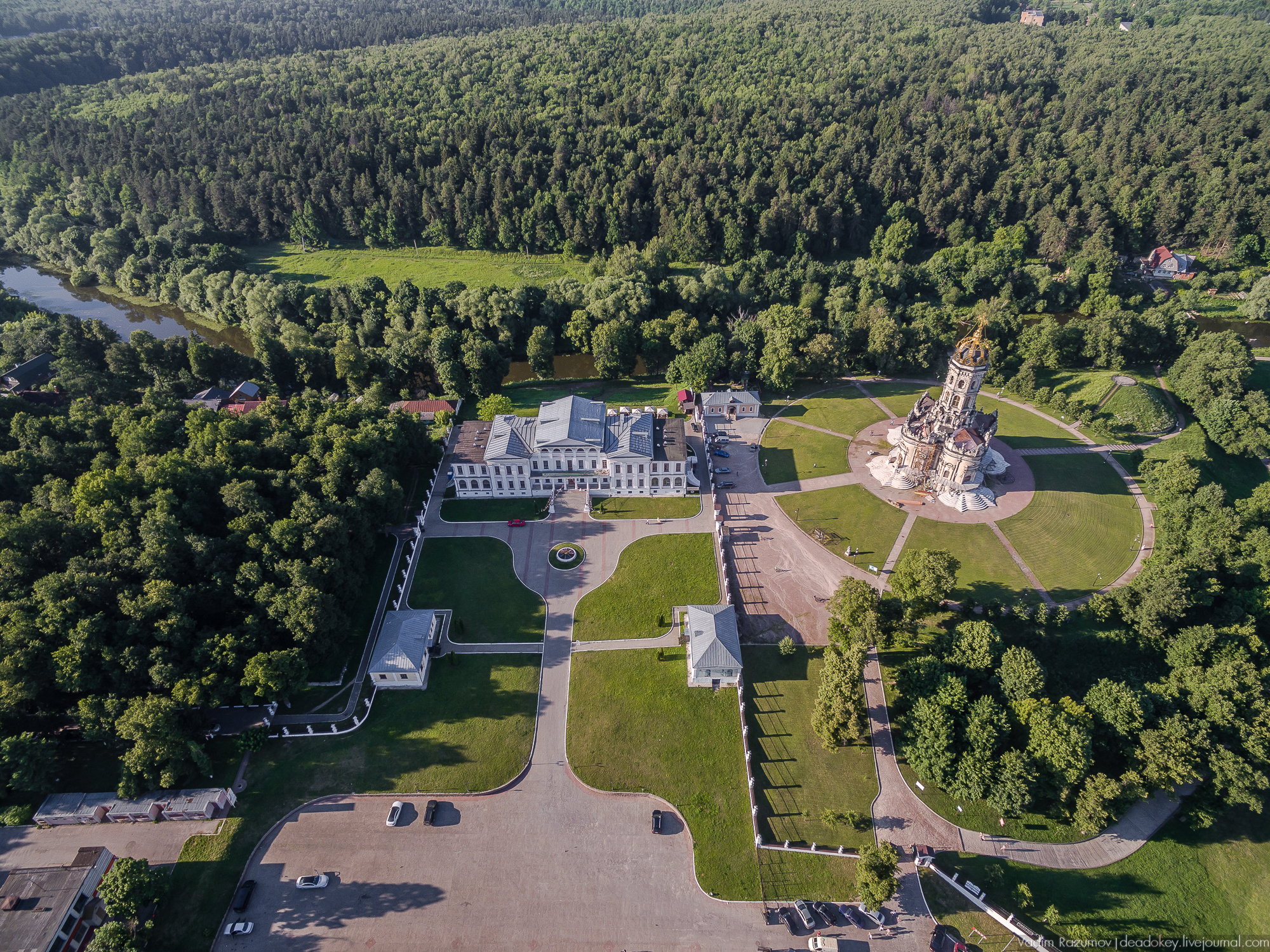
Doubrovitsy

1. ↑  (ru) Le domaine de Doubrovitsy
2. ↑  (ru) Histoire du château

## Source
- (ru) Cet article est partiellement ou en totalité issu de l’article de Wikipédia en russe intitulé « Дубровицы (усадьба) » (voir la liste des auteurs).